# ЗИФ-26
ЗИФ-26 — советская 85-мм казематная пушка образца 1948 года.
Разработана конструкторским бюро завода № 7 под руководством Н. П. Антонова для замены устаревших 76,2-мм казематных артиллерийских установок Л-17. В 1946—1947 году прошла испытания на Ржевском полигоне. Серийное производство было налажено на том же предприятии.

## ТТХ
- Калибр, мм: 85
- Тип заряжания: унитарное
- Тип ствола: моноблок
- Длина ствола, мм: 4645 (54,3 кал.)
- Длина нарезной части, мм: 3496
- Число нарезов: 24
- Тип затвора: полуавтоматический, с вертикальным клином
- Макс. дальность стрельбы, м: 8730

- Нач. скорость снаряда, м/с:
  - БР-365 и БР-365К: 800
  - БР-365П: 1040
  - О-365К: 793
- Вес снаряда, кг:
  - БР-365 и БР-365К: 9,20-9,34
  - БР-365П: 5,00
  - О-365К: 9,54
- Углы наведения пушки, град.:
  - в вертикальной плоск.: -8/+10
  - в горизонтальной плоск.: 52°30′(-25/+27)
- Длина отката, мм:
  - нормальная: 275-320
  - максимальная: 330
- Масса, кг:
  - качающейся части: 3228
  - откатывающихся частей: 780
  - бронетрубы: 620
  - маски: 650
- Габаритные размеры, мм:
  - высота линии огня над полом: 1120
- Прицел: оптический, ПУР-6, затем ПУР-26